# Кьосе Ахмед Зекерия паша
Ахмед Зекерия паша, известен с прякора Кьосе (на турски: Ahmed Zekeriya Paşa, Köse), е османски офицер и чиновник.

## Биография
От 1836 до март 1840 година е валия на Румелийския еялет. От март до април 1840 г. е валия на Ниш, от ноември 1840 до март 1841 - на Сидон, от март до октомври 1841 – на Диарбекир.
Умира в 1841 година.